# StormOS
StormOS — операционная система для настольных компьютеров, созданная на базе Nexenta OS. Это один из дистрибутивов на основе исходного кода OpenSolaris. StormOS запускается с LiveCD на компьютерах с процессорами x86. Также её можно установить на жёсткий диск.
Как и Nexenta, в StormOS используется система управления пакетами apt. В репозитории содержится более 2000 пакетов.
Разработка прекращена с осени 2011 года.